# Demokrati (Slovakiet)
Demokrati (D, dansk: Demokraterne), fra 2018 til 2023 kendt som SPOLU – občianska demokracia (dansk: SAMMEN - borgerligt demokrati) og senere i 2023 som Modrá koalícia (MK, dansk: Blå koalition) er et politisk parti i Slovakiet stiftet i 2018 af Miroslav Beblavý. Partiet har skiftet lederskab flere gange og er fra 7. marts 2023 ledet af tidligere premierminister Eduard Heger.

## Ideologi
SAMMEN – borgerligt demokrati var et centrum-højre konservativt liberalt og liberalt konservativt parti.  SPOLU blev placeret i centrum eller mod centrum-højre på det politiske spektrum. Den nuværende leder af partiet Eduard Heger præsenterer partiet som centrum, pro-europæisk, pro-NATO og grønt.

## Historie
Oprettelsen af SPOLU blev annonceret den 17. november 2017 af tidligere undersekretær i Netværk (Sieť) Miroslav Beblavý, som forlod partiet i protest mod dets deltagelse i den Smer-ledede regering, og tidligere undersekretær for det liberale Frihed og Solidaritet (SaS) Jozef Mihál.
Partiet præsenterer sig selv som et centrum-højre, pro-europæisk parti med fokus på en moderne økonomi, tilgængeligt sundhedsvæsen og et funktionelt uddannelsessystem.
SPOLU's stiftelsesråd bestod af løsgængere i Slovakiets parlament (Nationalrådet) og tidligere medlemmer af Sieť, SaS og OĽaNO: Oto Žarnay, Jozef Mihál, Simona Petrík, Viera Dubačová, Miroslav Beblavý, Katarína Macháčková og advokat Pavel Nechalaen fra Transparency International.
Den stiftende kongres blev afholdt 14. april 2018 i Poprad. Miroslav Beblavý blev valgt som formand. Katarína Macháčková og Jozef Mihál blev valgt som næstformænd, og tredje næstformand blev Erik Baláž, grundlægger af miljøkampagnen Vi er skoven og modtager af White Crow-prisen 2017 for kampen mod korruption.
Ved det slovakiske parlamentsvalg i 2020 sluttede SAMMEN sig til det socialliberale parti Progressive Slovakiet, som de lavede en valgkoalition med, men de nåede akkurat ikke over spærregrænsen på 7 % for koalitioner og kom derfor i parlamentet, primært på grund af SAMMENs meget lave popularitet. Herefter trak Beblavý sig fra formandsposten.
I begyndelsen af 2023 efter en politisk krise i Eduard Hegers regering mødtes den daværende leder af partiet Miroslav Kollár med den tidligere slovakiske premierminister Mikuláš Dzurinda, som han planlagde at samarbejde med ved det næste parlamentsvalg. Dzurinda havde oprindeligt planlagt at skabe sin egen liberal-konservative politiske kraft "De Blå – Europæisk Folkeparti", men udskrivningen af et tidligt valg ændrede hans planer. 
27. januar 2023, efter annonceringen af et valg i 2023, præsenterede Dzurinda Blå Koalition og vendte derved tilbage til slovakisk politik efter at have forladt politik for 10 år siden. På en pressekonference præsenterede Dzurinda sit projekt, hvor han ville kæmpe "for et europæisk Slovakiet", ville være "et fornuftigt alternativ til mafiaen og kaosset" og "for et moderne og veluddannet Slovakiet". Han kaldte Blå Koalition for sit nye politiske hjem. Dzurindas pressekonference blev overværet af tidligere medlemmer af SDKÚ-DS og leder af SAMMEN Miroslav Kollár. Både lederen af Slovakiets Borgerlige Demokrater (ODS) og lederen af Slovakiets Demokrater, mindre centrum-højre partier, der samarbejdede med SAMMEN, annoncerede deres støtte til Blå Koalition.
På grund af uenigheder med Kollár forlod Dzurinda projektet kort efter og grundlagde sit eget parti, BLÅ - Europæisk Slovakiet. Daværende premierminister Eduard Heger overtog ledelsen af partiet, og partiet blev omdøbt til Demokraterne.

## Valghistorie
- Europa-Parlamentsvalget 2019 i Slovakiet: SAMMEN var i valgkoalition med Progressive Slovakiet (PS). Koalitionen blev størst ved valget med 20,11 % af stemmerne og 4 mandater i Europa-Parlamentet
- Parlamentsvalget i Slovakiet 2020: SAMMEN var igen i valgkoalition med PS og blev femte største liste med 6,97 % af stemmerne. Men da spærregrænsen for koalitioner var på 7 % blev de ikke valgt ind i Nationalrådet.
- Parlamentsvalget i Slovakiet 2023: Demokraterne fik 2,93 % af stemmerne. Det var under spærregrænsen på 5 % for enkeltpartier, og de blev derfor ikke valgt ind i Nationalrådet.